# Kristin Patzwahl
Kristin Patzwahl (née le 16 juillet 1965 à Leipzig) est une athlète allemande, spécialiste du 100 mètres haies.

## Biographie
Elle se classe 7e des championnats d'Europe 1990, 3e de la Coupe d'Europe des nations 1991 et 8e des championnats du monde 1991.
Son record personnel sur 100 m haies est de 12 s 80 (1990).